# Henry Mathews (Politiker)

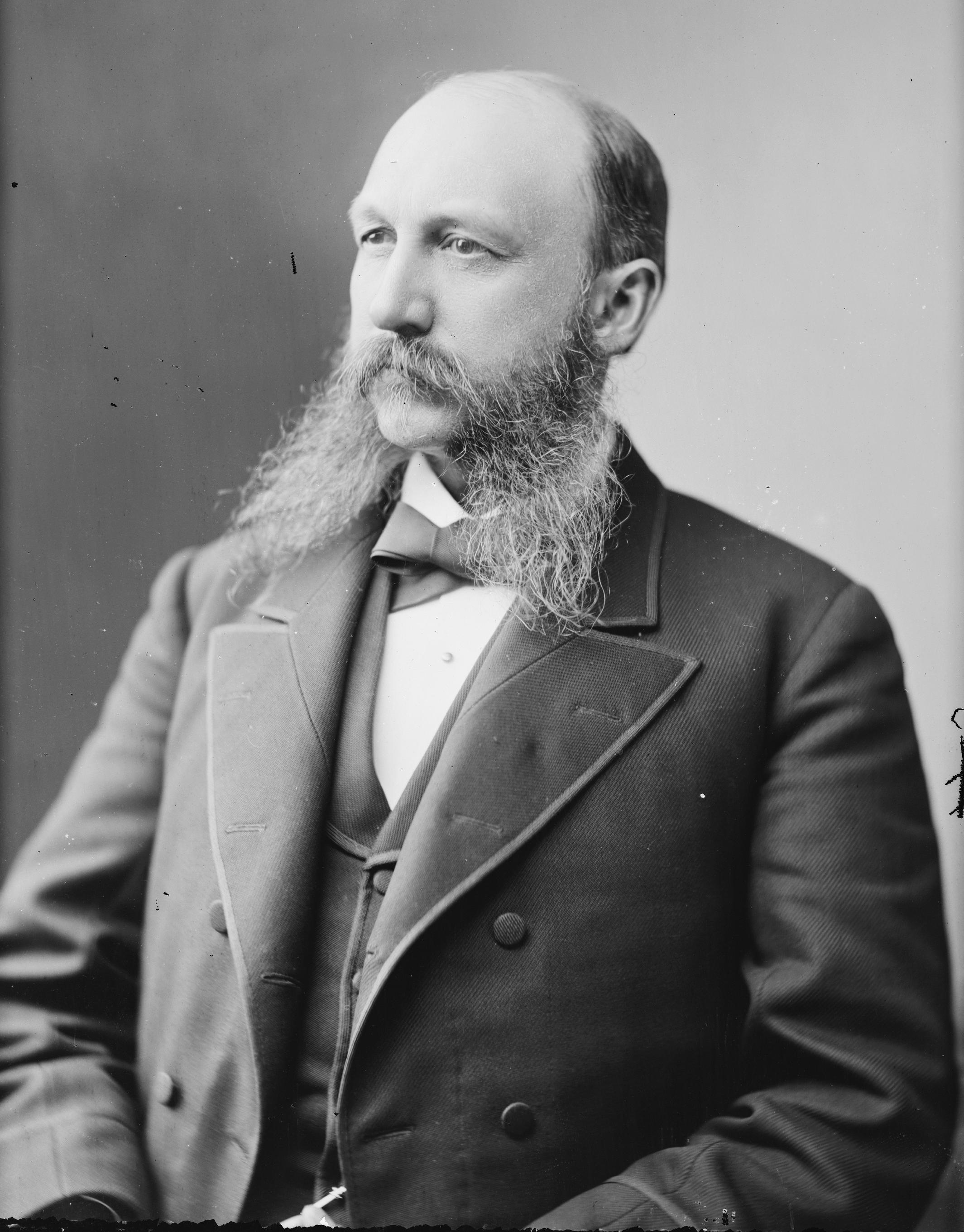
Henry M. Mathews

Henry Mason Mathews (* 29. März 1834 in Frankford, Greenbrier County, Virginia; † 28. April 1884 in Lewisburg, West Virginia) war ein US-amerikanischer Politiker und von 1877 bis 1881 der 5. Gouverneur des Bundesstaates West Virginia.

## Frühe Jahre und politischer Aufstieg
Der im heutigen West Virginia geborene Henry Mathews besuchte bis 1856 die University of Virginia. Nach einem anschließenden Jurastudium und seiner Zulassung als Rechtsanwalt im Jahr 1857 eröffnete er in Lewisburg eine  Kanzlei. Außerdem war er als Lehrer für Sprache und Literatur am Allegheny College in Blue Sulphur Springs tätig. Während des Bürgerkrieges kämpfte er in der Armee der Konföderation, in der er es bis zum Major brachte.
Nach dem Krieg wurde er wieder als Rechtsanwalt tätig. Inzwischen hatte sich seine Heimatregion von Virginia getrennt und unter dem Namen West Virginia als neuer Bundesstaat etabliert. Mathews wurde im Jahr 1865 in den Senat von West Virginia gewählt, konnte dieses Mandat aber nicht antreten, weil es zu diesem Zeitpunkt ehemaligen Anhängern der Konföderation untersagt war, öffentliche Ämter zu bekleiden. Außerdem hatte er den verlangten Treueschwur verweigert. Nachdem um 1870 die Gesetze bezüglich der ehemaligen Anhänger der Südstaaten liberalisiert worden waren, konnte Mathews auch am politischen Leben seines Staates teilnehmen. So war er 1872 Delegierter auf einer Konferenz zur Überarbeitung der Verfassung von West Virginia. Zwischen 1873 und 1877 war er Justizminister (Attorney General) seines Staates. Im Jahr 1876 wurde er als Kandidat der Demokratischen Partei zum Gouverneur von West Virginia gewählt.

## Gouverneur von West Virginia
Henry Mathews’ vierjährige Amtszeit begann am 4. März 1877. In seiner Amtszeit musste er sich mit wirtschaftlichen und sozialen Problemen auseinandersetzen. Da West Virginia ein armer Staat war, wurde es von der allgemeinen Wirtschaftskrise der Zeit besonders hart getroffen. Es kam zur Unzufriedenheit der Bürger mit den sozialen Verhältnissen und der steigenden Arbeitslosigkeit. Als Konsequenz aus dieser Situation kam es zu Unruhen und Aufständen. Im Juli 1877 setzte der Gouverneur die Nationalgarde in Martinsburg gegen streikende Eisenbahnarbeiter ein. Diese protestierten gegen Gehaltskürzungen. Nachdem sich viele Mitglieder der Nationalgarde aus Sympathie für die Arbeiter geweigert hatten, ihre Befehle auszuführen, bat der Gouverneur US-Präsident Rutherford B. Hayes um Hilfe. Dieser schickte Bundestruppen zur gewaltsamen Beendigung des Streiks. Im Jahr 1880 streikten dann die Minenarbeiter der Kohlebergwerke im Fayette County. Der Gouverneur reagierte erneut mit militärischer Gewalt, indem er die Nationalgarde dorthin beorderte, um den Streik zu beenden.
Unabhängig von diesen Ereignissen förderte der Gouverneur die Einwanderung nach West Virginia; er setzte sich für eine bessere Infrastruktur ein, wobei insbesondere die Transportwege ausgebaut werden sollten. Er machte sich auch für die Interessen der Kohle- und Ölindustrie stark. Außerdem wurde ein landesweites geologisches Gutachten zur Erkundung der Bodenschätze in Auftrag gegeben. Nach Ablauf seiner Amtszeit am 4. März 1881 wurde Mathews Präsident der White Sulphur Springs Company. Er starb im April 1884 im Alter von 50 Jahren. Mathews war mit Lucy Clayton verheiratet, mit der er drei Kinder hatte.